# Cottonwood River Park
Cottonwood River Park är en park i Kanada.   Den ligger i provinsen British Columbia, i den centrala delen av landet, 3 400 km väster om huvudstaden Ottawa. Cottonwood River Park ligger 650 meter över havet.
Terrängen runt Cottonwood River Park är kuperad åt sydost, men åt nordväst är den platt. Trakten runt Cottonwood River Park är nära nog obefolkad, med mindre än två invånare per kvadratkilometer..
I omgivningarna runt Cottonwood River Park växer i huvudsak barrskog.